# ISO 3166-2:SK
Kódy ISO 3166-2 pro Slovensko identifikují 8 krajů (stav v roce 2015). První část (SK) je mezinárodní kód pro Slovensko, druhá část sestává ze dvou písmen identifikujících kraj.

## Seznam kódů
- SK-BC Banskobystrický
- SK-BL Bratislavský
- SK-KI Košický
- SK-NI Nitrianský
- SK-PV Prešovský
- SK-TA Trnavský
- SK-TC Trenčianský
- SK-ZI Žilinský